# Sokol, Silistra
Sokol (în bulgară Сокол; în trecut, Atmageaua-Tătărască) este un sat în comuna Glavinița, regiunea Silistra, Dobrogea de Sud, Bulgaria. 
Între anii 1913-1940 a făcut parte din plasa Turtucaia a județului Durostor, România. Pe teritoriul satului au avut loc săpături arheologice, fiind descoperită o așezare aparținând culturii Gumelnița.

## Demografie
Componența etnică a satului Sokol
     Turci (5,98%)
     Bulgari (80,23%)
     Nicio identificare (12,87%)
     Altele (0,89%)
La recensământul din 2011, populația satului Sokol era de 334 locuitori. Din punct de vedere etnic, majoritatea locuitorilor (80,23%) erau bulgari, cu o minoritate de turci (5,98%). Pentru 12,87% din locuitori nu este cunoscută apartenența etnică.